# Ham-les-Moines
Ham-les-Moines è un comune francese di 372 abitanti situato nel dipartimento delle Ardenne nella regione del Grand Est.

## Società

### Evoluzione demografica
Abitanti censiti